# Barbastella
Genre
Barbastella est un genre de mammifères. Ce sont des chauves-souris de la famille des Vespertilionidae et appelées barbastelles.

## Liste des espèces
Ce genre comprend les espèces suivantes :
- Barbastella barbastellus (Schreber, 1774) – Barbastelle d'Europe[1],[2] ou Barbastelle commune
- Barbastella leucomelas (Cretzschmar, 1830) - Barbastelle d'Asie[1]